# Struthiola garciana
Struthiola garciana är en tibastväxtart som beskrevs av Charles Henry Wright. Struthiola garciana ingår i släktet Struthiola och familjen tibastväxter. Inga underarter finns listade i Catalogue of Life.